# Udo Horsmann
Udo Horsmann (ur. 30 marca 1952 w Beckum) – niemiecki piłkarz grający na pozycji obrońcy.

## Kariera piłkarska

### Wczesna kariera
Udo Horsmann karierę piłkarską rozpoczął w juniorach SpVg Beckum w powiecie Warendorf, w których grał do 1970 roku. W międzyczasie syn mistrza stolarskiego ukończył praktykę stolarską i studiował projektowanie wnętrz. W 1970 roku przeszedł po profesjonalnej drużyny klubu, w której grał do 1975 roku.

### Bayern Monachium
Następnie zauważony przez łowcę talentów Bayernu Monachium został zawodnikiem naszpikowanym gwiazdami Bawarczyków, w barwach których 16 sierpnia 1975 roku w wygranym 2:1 meczu wyjazdowym z SC Karlsruher zadebiutował w Bundeslidze, w której pierwszego gola zdobył 29 maja 1976 roku w zremisowanym 1:1 meczu domowym z Eintrachtem Frankfurt, otwierając w 58. minucie wynik meczu oraz odnosił największe sukcesy w karierze piłkarskiej: dwukrotne mistrzostwo Niemiec (1980, 1981), 3. miejsce w Bundeslidze (1982), Puchar Niemiec 1981/1982, nieoficjalny Superpuchar Niemiec 1982, a także międzynarodowe trofea: Puchar Europy: 1975/1976 po wygranej w finale 1:0 z francuskim AS Saint-Étienne rozegranym 12 maja 1976 roku na Hampden Park w Glasgow, Superpuchar Europy 1976 po wygranej rywalizacji z belgijskim Anderlechtem Bruksela, Puchar Interkontynentalny 1976 po wygranej rywalizacji z brazylijskim EC Cruzeiro (2:0, 0:0) oraz dotarł do finału Pucharu Europy 1981/1982, w którym 26 maja 1982 roku rozegranym na Stadionie De Kuip w Rotterdamie Bawarczycy przegrali 1:0 z angielską Aston Villą.
3 listopada 1982 roku w wygranym 4:1 rewanżowym meczu domowym w ramach drugiej rundy Pucharu Zdobywców Pucharów z angielskim Tottenhamem Hotspur zdobył swojego jedynego gola w europejskich rozgrywkach – w 52. minucie na 2:0, jednak w ćwierćfinale Bawarczycy niespodziewanie przegrali rywalizację z późniejszym niespodziewanym triumfatorem tych rozgrywek – ze szkockim FC Aberdeen (0:0, 2:3) i tym samym zakończyli udział w rozgrywkach.
Po sezonie 1982/1983 odszedł z klubu rozegraniu 324 mecze i zdobyciu 25 goli (242 mecze/20 goli w Bundeslidze, 30 meczów/4 gole w Pucharze Niemiec, 29 meczów w Pucharze Europy, 13 meczów w Pucharze UEFA, 6 meczów/1 gol w Pucharze Zdobywców Pucharów, 2 mecze w Superpucharze Europy, 2 mecze w Pucharze Interkontynentalnym.

### Dalsza kariera
Udo Horsmann w sezonie 1983/1984 reprezentował barwy francuskiego klubu ligi Première Division – Stade Rennais (32 mecze), jednak po spadku klubu do Division 2 wrócił do RFN i podpisał kontrakt z klubem 2. Bundesligi – FC Nürnberg, jednak w październiku 1984 roku został zwolniony z klubu po tym, jak wraz z pięcioma innymi zawodnikami klubu zażądał zastąpienia trenera Heinza Höhera i zorganizował bojkot treningów. Następnie został zawodnikiem klubu Bayernligi – TSV 1860 Monachium, w którym w 1986 roku po rozegraniu 34 meczów ligowych, w których zdobył 6 goli, zakończył karierę piłkarską.

## Sukcesy
Bayern Monachium
- Mistrzostwo Niemiec: 1980, 1981
- 3. miejsce w Bundeslidze: 1982
- Puchar Niemiec: 1982
- Puchar Europy: 1976
- Finał Pucharu Europy: 1982
- Superpuchar Europy: 1976
- Puchar Interkontynentalny: 1976
- Superpuchar Niemiec: 1982 (nieoficjalny)

## Po zakończeniu kariery
Udo Horsmann po zakończeniu kariery piłkarskiej wrócił do projektowanie wnętrz i pracował jako projektant własnej kolekcji mebli. Obecnie dla Horsmanna stolarstwo jest bardziej hobbym niż zawodem.